# 메시에 34

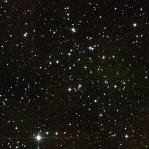
M34

M34(NGC 1039)는 페르세우스자리에 있는 산개 성단이다. 1654년 이전에 Giovanni Batista Hodierna에 의해 발견되었고 1764년 샤를 메시에가 메시에 천체 목록에 넣었다.
M34는 지구에서 약 1,400 광년 떨어져 있다. 겉보기 등급은 +5.5등급으로 맨눈으로 관측이 가능하다. 시직경은 35분으로 반경이 7 광년이다. 약 100여개의 항성들로 구성되어 있다.

## 같이 보기
- 메시에 천체 목록